# 王夢應
王夢應（?—?），字聖與，一字靜得，攸縣（今屬湖南）人。
早年師從劉辰翁。咸淳十年（1274年）進士，調廬陵（今江西吉安）尉。元兵陷临安，起兵勤王。光復萍乡、袁州數地，以呼應文天祥。御敌于明府岭，數战皆捷。吳希奭、陳子全皆戰死，崖山兵败後，夢應收殘卒趨永新，依颜明叔部，不久全家染疫死。與吳希奭、陳子全合称庐陵三忠。著有《春秋集议》。